# Brassac, Tarn

Brassac este o comună în departamentul Tarn din sudul Franței. În 2009 avea o populație de 1.396 de locuitori.

## Evoluția populației
| An        | 1975  | 1982  | 1990  | 1999  | 2006  | 2009  |
| --------- | ----- | ----- | ----- | ----- | ----- | ----- |
| Populație | 1.629 | 1.671 | 1.539 | 1.427 | 1.438 | 1.396 |